# Еловка Новая
Еловка Новая — посёлок в Свердловской области России, административно подчинённый городу Серову. Входит в Серовский муниципальный округ.
Ранее посёлок являлся административным центром Еловского сельсовета Серовского района.

## Географическое положение
Еловка Новая расположена в 14 километрах (по автодороге в 16 километрах) к северу от города Серова, в лесной местности, на правом берегу реки Сосьвы (правого притока Тавды). В четырёх километрах к северо-востоку от посёлка расположена станция Лесоразработки Свердловской железной дороги на ветке Серов — Полуночное.

## Население
| 2002 | 2010 |
| ---- | ---- |
| 47   | ↗53  |